# 斯瓦沃米尔·什马尔
斯瓦沃米尔·什马尔（波蘭語：Sławomir Szmal，1978年10月2日—），波兰男子手球运动员。他曾代表波兰参加2008年和2016年夏季奥林匹克运动会手球比赛，分别获得第五名和第四名。